# Sphecodes crawfordi
Sphecodes crawfordi är en biart som beskrevs av Mitchell 1956. Sphecodes crawfordi ingår i släktet blodbin, och familjen vägbin. Inga underarter finns listade i Catalogue of Life.